# Union interprofessionnelle des vins du Beaujolais
L'Union interprofessionnelle des vins du Beaujolais (UIVB ou Inter Beaujolais) est une organisation interprofessionnelle des professionnels des vins du Beaujolais qui a été reconnue par l'arrêté du 1er février 1991.
Elle perçoit, en 2010, des contributions volontaires obligatoires auprès des professionnels du secteur à hauteur de 5 585 000 euros.